# ライブ!!
ライブ!!は、日本のロックバンド、ミドリのライブアルバム。2008年11月5日、ソニー・ミュージックアソシエイテッドレコーズよりリリース。

## 解説
- バンド初のライブアルバム。2008年6月22日、日比谷野外大音楽堂でのライブテイクを収録。
- 「大雨だったので、ギターを使いませんでした。」がキャッチコピー。実際に当日は大雨で、ギターが使えなかった。
- 初回盤は紙ジャケット仕様。また、初回盤と通常盤とでジャケットが異なる。

## 収録曲
1. お猿 (5:02)
挿入曲：「おさるのかごや」（作詞：山上武夫　作曲：海沼実）
2. 愛って悲しいね (2:49)
3. ちはるの恋 (3:45)
4. ひみつの2人 (3:55)
5. 獄衣deサンバ (2:58)
6. あんたは誰や (5:52)
7. POP (3:45)

作詞：後藤まりこ　作曲・編曲：ミドリ